# Американо-бразильские отношения
Американо-бразильские отношения — двусторонние дипломатические отношения между США и Бразилией.

## История
США и Бразилия традиционно поддерживают дружественные межгосударственные отношения. США были первой страной в мире, признавшей независимость Бразилии от Португалии в 1822 году. Эти две демократические страны являются крупнейшими по численности населения и размеру территории рыночными экономиками в Западном полушарии. США и Бразилия укрепляют основы для нового партнёрства XXI века с акцентом на глобальных вопросах, которые влияют на жизнедеятельность обеих стран. Десять двусторонних соглашений было подписано во время визита президента США Барака Обамы в Бразилию в марте 2011 года, ещё пять соглашений подписали во время визита президента Бразилии Дилмы Руссеф в США в апреле 2012 года. С 2011 года состоялась серия диалогов на высшем уровне, были созданы или обновлены четыре президентских диалога: Глобальный диалог партнёрства, экономический и финансовый диалог, стратегический энергетический диалог и диалог сотрудничества в области обороны.

## Торговля
В 2011 году на США приходилось 10 % экспорта и 15 % импорта Бразилии. Поток инвестиций между странами становится всё более важным, так как США являются одним из крупнейших иностранных инвесторов в бразильскую экономику. Около 150 тысяч граждан США посещают Бразилию каждый год. В 2011 году более 1,5 миллионов бразильцев посетили США, потратив там более чем 6,8 млрд. долларов США.
В апреле 2023 года Bloomberg сообщило, что администрация Байдена выделила 500 млн долларов в Фонд Амазонки, занимающийся защитой тропических лесов и борющийся с их вырубкой. Агентство отметило, что эта сумма значительно превышает 50 млн долларов, которые были выделены для этих целей во время визита президента Бразилии Луиса Инасио Лула да Силва в Вашингтон в феврале 2023 года. Подчеркивалось, что увеличение ассигнований в важный для Бразилии фонд произошло после встреч, которые Лула провел с президентом Китая Си Цзиньпином и министром иностранных дел России Сергеем Лавровым. Во время визита в Пекин Лула заявил, что Вашингтон и Киев разделяют ответственность за войну в Украине, пожаловался на доминирование доллара и восхитился перспективой развития экономических связей между странами. 
Министр финансов Бразилии Фернандо Хаддад выразил сожаление по поводу ухода американских фирм из страны и заявил, что визит Лулы в Китай ставит перед Бразилией задачу привлечения прямых инвестиций из Китая для поддержки политики реиндустриализации. По его словам, корпорации США не смогли обеспечить экономическое развитие и пришло время дать шанс китайским корпорациям.